# 제이우스플란데런

제이우스플란데런(Zeeuws-Vlaanderen)은 제일란트주에 속한 역사적인 플란데런이다. 제일란트주 타지역과는 터널로 이어진다.

## 같이 보기
- 플란데런
- 제일란트주